# Café de los Angelitos

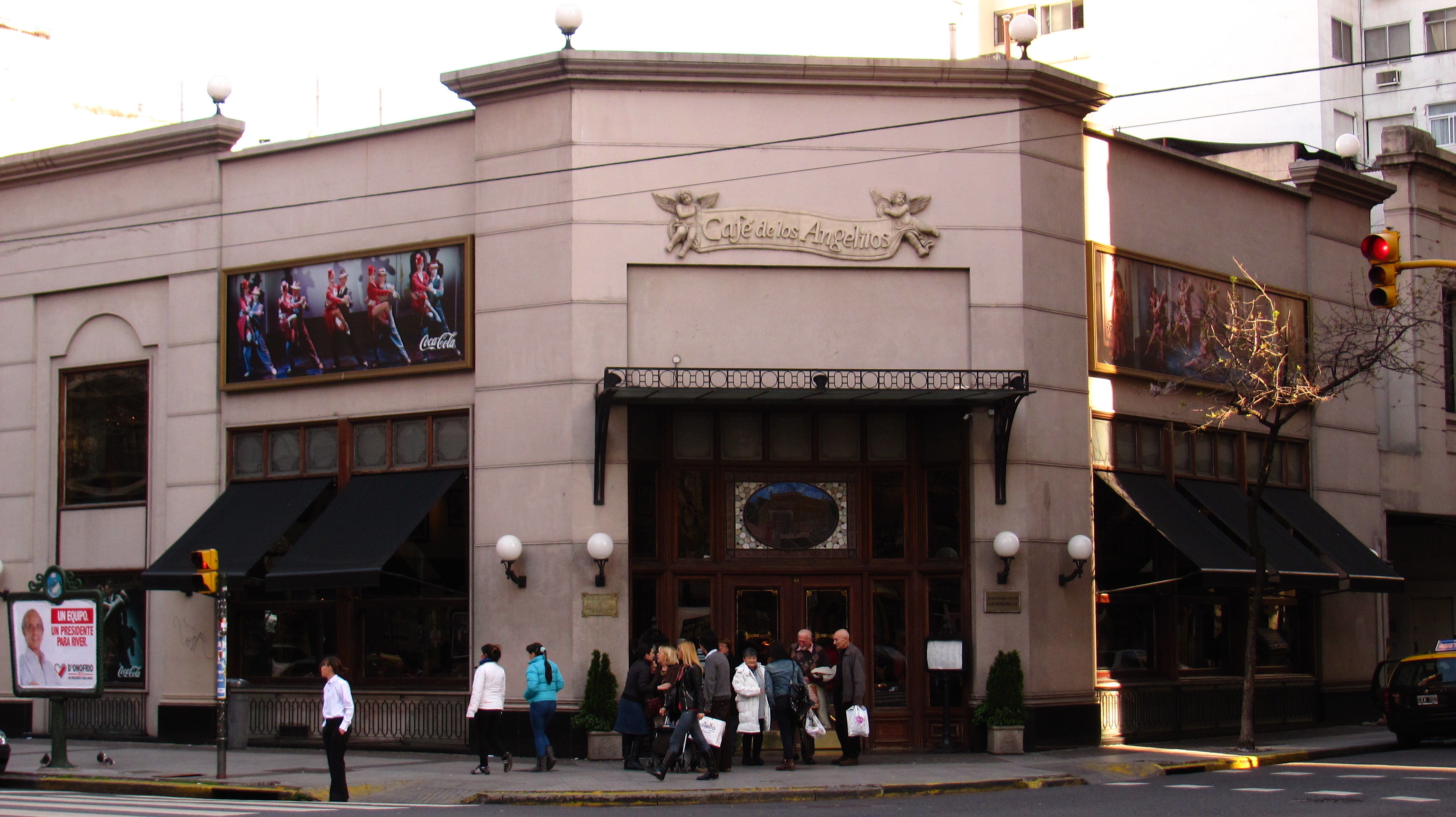
Café de los Angelitos en Buenos Aires. Entrada en la esquina de Avenida Rivadavia y Rincón.

El Café de los Angelitos es un café de tango histórico de la ciudad de Buenos Aires, Argentina, ubicado en la esquina de la Avenida Rivadavia y Rincón, en el barrio de Balvanera. Era el lugar en el que Carlos Gardel estableció su "barra" a partir de 1912, cuando comenzó su carrera artística formando dúo con José Razzano. Este último, en 1944, compuso un célebre tango con letra de Cátulo Castillo titulado precisamente "Café de los Angelitos":

¡Café de los Angelitos!
¡Bar de Gabino y Cazón!
Yo te alegré con mis gritos
en los tiempos de Carlitos,
por Rivadavia y Rincón.

"Café de los Angelitos"
Letra: Cátulo Castillo
Música: José Razzano

## Bar notable
Este bar pertenece al selecto grupo de bares notables de la Ciudad de Buenos Aires, grupo que reúne a los bares y cafés más representativos de la ciudad y está oficialmente apoyado por programas del Gobierno de la Ciudad de Buenos Aires.

## El origen

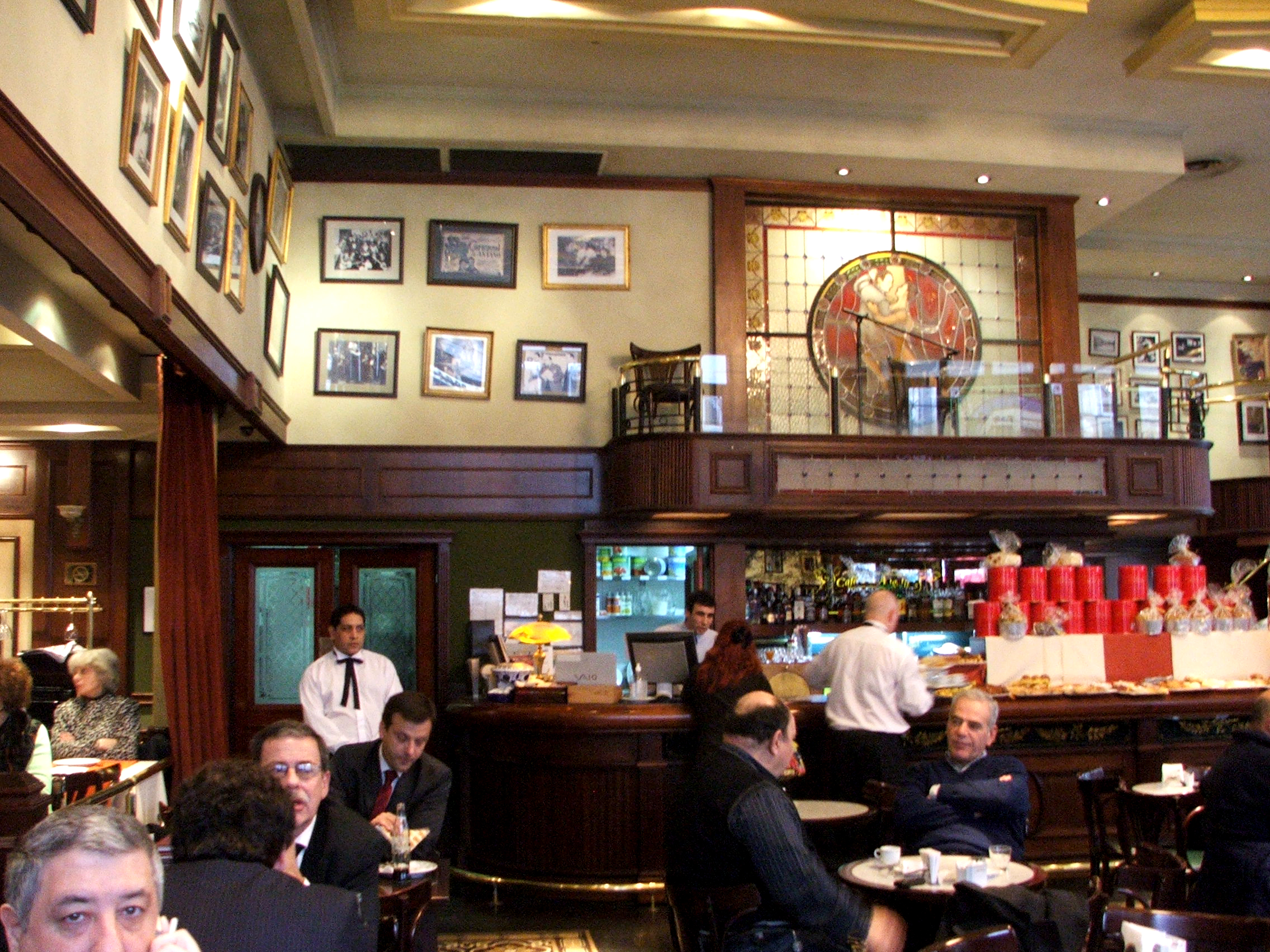
Interior del tradicional Café de los Angelitos.

El café fue inaugurado en 1890 con el nombre de Bar Rivadavia por el inmigrante italiano Bautisto Fazio en el barrio de Balvanera, con instalaciones precarias y piso de tierra. En aquellos años se trataba de un barrio ubicado en las orillas de la ciudad, habitado por sectores populares, que se convirtió en punto de reunión y sociabilidad, caracterizado por la presencia del compadritos y mujeres referidas como "negras", "pardas" y "chinas". El lugar se convirtió en uno de los principales centros de payada, forma principal de la canción popular porteña hasta 1920, con payadores afroargentinos como Gabino Ezeiza e Higinio D. Cazón, y José Betinotti, entre sus habitués.
Desde 1912, Carlos Gardel y José Razzano establecieron en el Café de los Angelitos la mesa de su "barra", hasta comienzos de los años 1930. Aproximadamente en 1920 fue comprado por Ángel Salgueiro, quien lo refaccionó y le dio el nombre de Café de los Angelitos.
En 1927 se construyó a pocos metros la Casa del Pueblo del Partido Socialista, razón por la cual el café comenzó a ser frecuentado por muchos dirigentes políticos pertenecientes a ese partido, como Alfredo Palacios. Otros personajes habiuales fueron Osvaldo Pugliese, Cátulo Castillo, Aníbal Troilo, Juan B. Justo y Florencio Parravicini.
Luego de sucesivas crisis económicas, en enero de 1992, sus dueños decidieron cerrar el negocio luego de 100 años de existencia y la casa quedó abandonada, deteriorándose a tal punto que se ordenó su demolición. En 2006 fue reconstruido y en 2007 reinaugurado por la misma empresa que ha reinaugurado el Café Las Violetas, de nombre GANESA.
El espectáculo de reinauguración fue creado por el bailarín, director artístico y coreógrafo Luis Pereyra. La obra fue titulada El Tango. Pereyra trabajó con la técnica del Pani Projección donde la escenografía se projectó en blanco y negro. El espectáculo quedó en cartelera hasta el 2010. Nicole Nau trabajó como partenaire de él, participó como codirectora y el diseño de vestuario conjuntamente con Hilda Curletto. Los ensayos se hicieron durante todo el año 2006. El espectáculo fue mencionado en todos los diarios de Buenos Aires y también diarios internacionales.
GANESA en el año 2010 se retira del negocio turístico y de espectáculo. El Café de los Angelitos es entregado a manos del empresario Antonio Pedro Ruiz, quien en este momento ya tiene en su carpeta y dirección a Rojo Tango funcionando en el Hotel Faena de Puerto Madero. Las empresas tituladas son Tango Suite S.A. y Club Montesarrat S.A.. Antonio Pedro Ruiz hace reformas con quitar el carácter clásico de escenário y sala al eliminar la caja negra teatral y dejar el interior en blanco.

## La causa Café de los Angelitos
En 2017 el Café de los Angelitos apareció en los titulares de los diarios por presunto "narcolavado". Estuvieron involucrados en la acusación el empresario Antonio Perdo Ruiz, la viuda y el hijo de Pablo Escobar, el futobolista colombiano Mauricio Serna, el argentino Mateo Corvo Dolcet y el colombiano Piedrahíta Ceballos. La viuda e hijos de Pablo Escobar viven en Argentina bajo los nombres Sebastián Marroquín el hijo y María Isabel Santos Caballero la viuda. Ambos fueron citados a juicio en Argentina en 2020.